# Cebador de lampara fluorescente

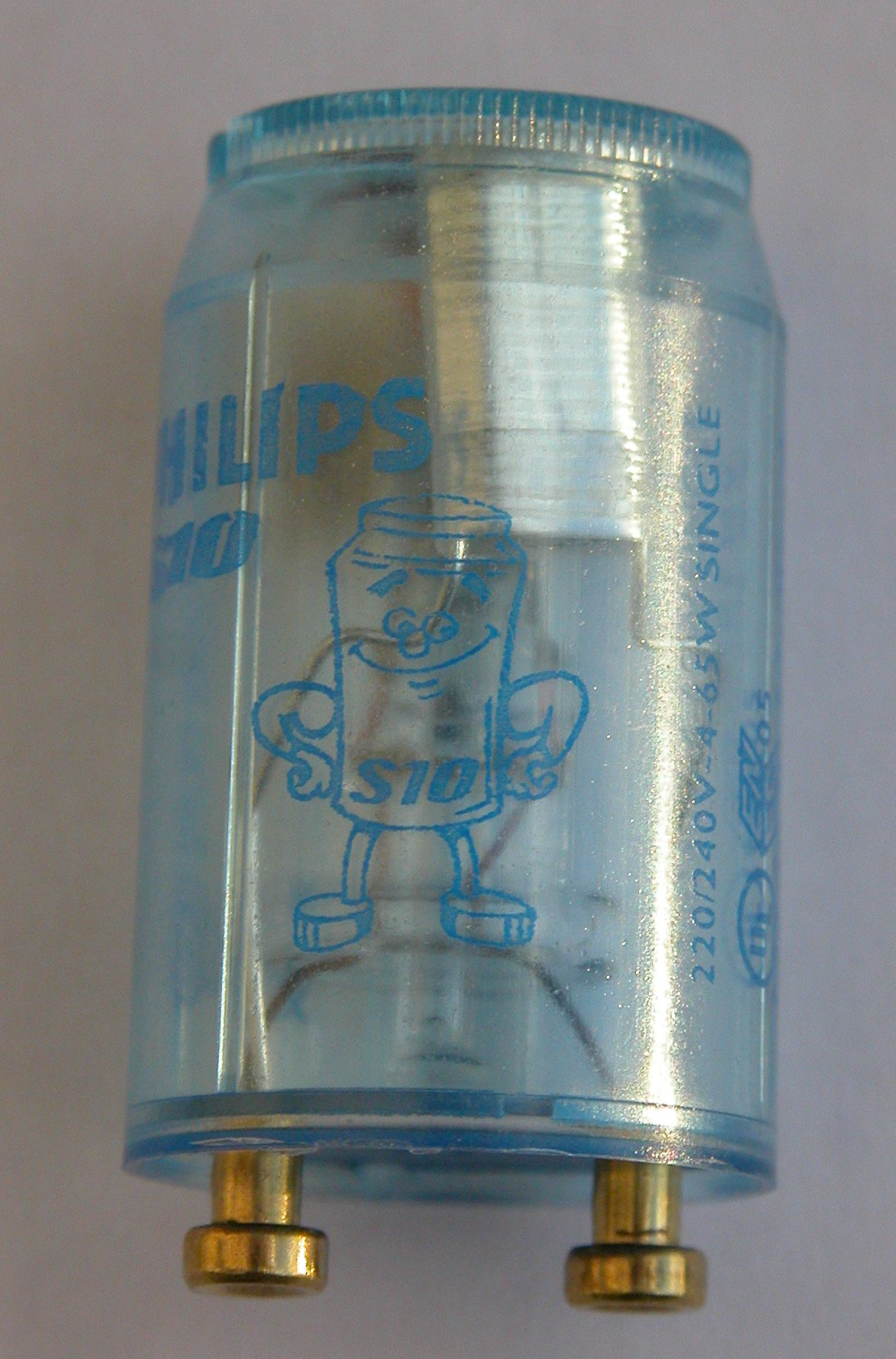
Cebador Philips S10 para tubo fluorescente.

El cebador, arrancador o partidor de una lampara fluorescente es un dispositivo que ayuda a iniciar la descarga eléctrica en el tubo. Los tubos fluorescentes no pueden encenderse por sí mismos; requieren un impulso inicial para establecer la corriente eléctrica a través del gas en el tubo. El cebador es esencial para este proceso.
El equipo está compuesto por un interruptor bimetálico, un condensador y un gas inerte. Cuando se enciende la lámpara fluorescente, el cebador proporciona un voltaje inicial para ionizar el gas en el tubo. Una vez que el gas se ioniza, la corriente eléctrica puede fluir a través del tubo, provocando que emita luz.

## Tipos de cebadores
Existen varios tipos de cebadores, cabe mencionar que estos pueden variar según el fabricante:
- Cebador S2 o FS-22: para tubos de entre 4 y 22W.
- Cebador S1 o FS-11: para tubos de entre 4 y 65W.

- Cebador S16: para tubos de 70 hasta 125W.

## Funcionamiento
1. Arranque: Cuando se enciende el interruptor para activar la lámpara fluorescente, la corriente eléctrica fluye a través del cebador.
2. Carga del condensador: El cebador contiene un condensador. Cuando la corriente fluye a través del cebador, el condensador se carga con energía eléctrica.
3. Ionización del gas: El cebador también incluye un interruptor bimetálico. A medida que el condensador se carga, la corriente eléctrica fluye a través del interruptor bimetálico, generando calor. Este calor provoca que el interruptor bimetálico se doble o se deforme.
4. Desconexión del interruptor bimetálico: Cuando el interruptor bimetálico se deforma lo suficiente debido al calor, se desconecta. Esta desconexión repentina crea un cambio en el circuito eléctrico, provocando que el condensador libere rápidamente la energía almacenada.
5. Impulso de alta tensión: La liberación repentina de energía del condensador crea un impulso de alta tensión en el circuito. Este impulso de alta tensión es suficiente para ionizar el gas dentro del tubo fluorescente.
6. Inicio de la descarga eléctrica: La ionización del gas en el tubo fluorescente permite que la corriente eléctrica fluya a través del gas, iniciando la descarga eléctrica necesaria para que el tubo emita luz.
7. Funcionamiento continuo: Una vez iniciada la descarga eléctrica, el cebador ya no es necesario para mantener la lámpara encendida. El flujo de corriente a través del tubo fluorescente continúa mientras la lámpara está encendida.

## Componentes

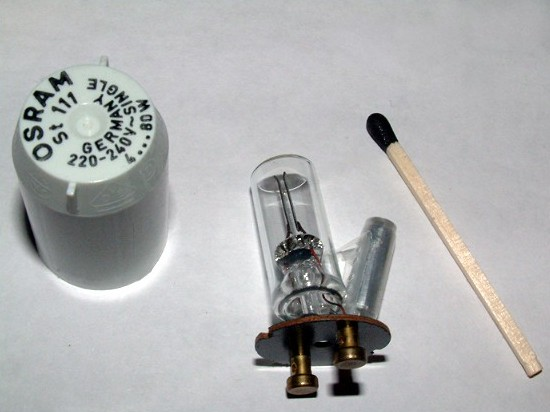
Vista del interior de un cebador.

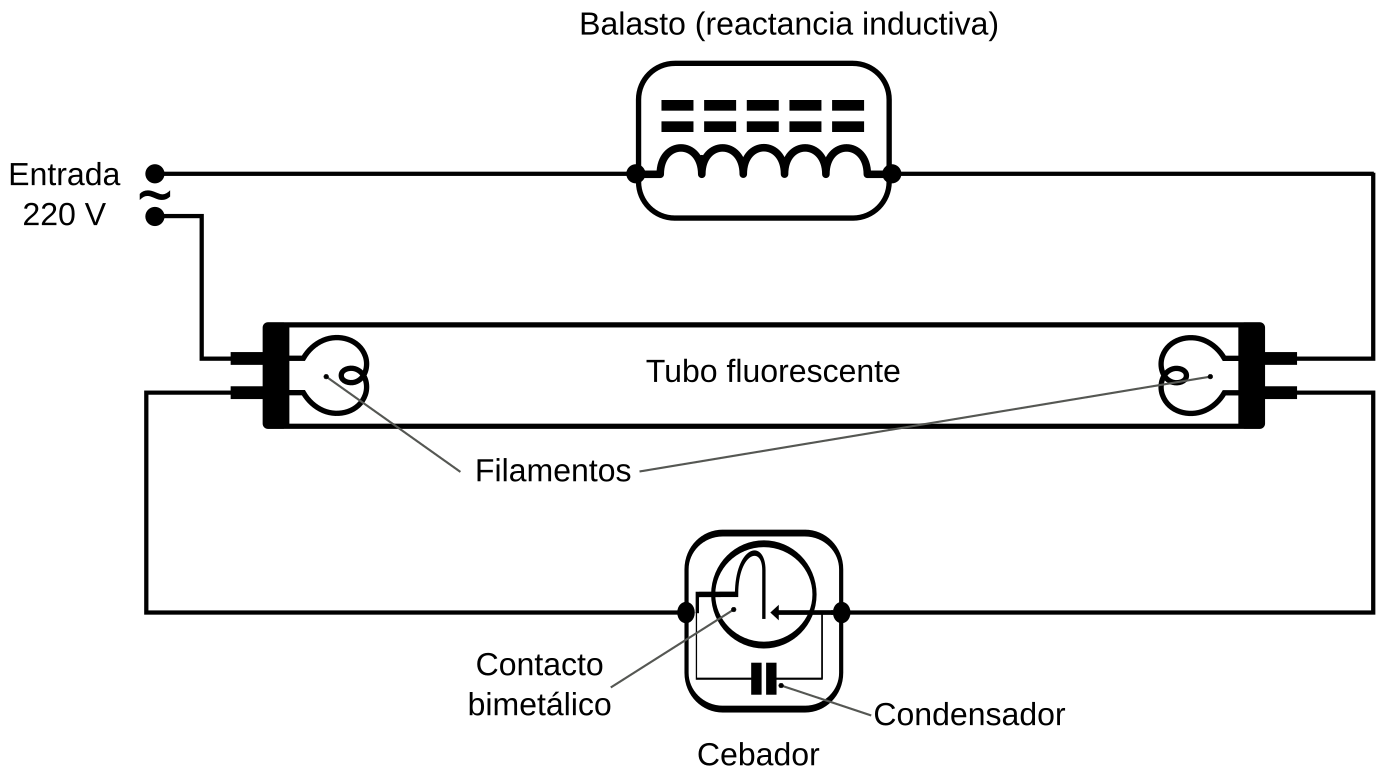
Para un tubo fluorescente, se instala de la siguiente manera.

1. Interruptor Bimetálico: El interruptor bimetálico es un componente sensible a la temperatura. Cuando la corriente fluye a través del cebador, este interruptor se calienta y se dobla, desconectando el circuito. Este proceso de desconexión es fundamental para liberar la energía almacenada en el condensador.
2. Condensador: El condensador es un dispositivo de almacenamiento de energía eléctrica. Se carga cuando la corriente fluye a través del cebador. La liberación rápida de la energía almacenada en el condensador es lo que proporciona el impulso inicial de alta tensión necesario para ionizar el gas en el tubo fluorescente.
3. Resistencia: Algunos cebadores incluyen una resistencia en serie. Esta resistencia limita la corriente durante el proceso de carga del condensador.
4. Gas Inerte: El cebador contiene un pequeño volumen de gas inerte, como argón o neón. Este gas facilita la ignición inicial en el tubo fluorescente.

Estos componentes trabajan en conjunto para lograr el arranque del tubo fluorescente. Cuando la lámpara se enciende, la corriente eléctrica fluye a través del cebador, calentando el interruptor bimetálico. Una vez que el interruptor bimetálico se deforma lo suficiente, se desconecta, permitiendo que el condensador libere rápidamente su energía. Este impulso de alta tensión ioniza el gas en el tubo fluorescente, iniciando la descarga eléctrica necesaria para la emisión de luz.